# Ellopostomatidae
Ellopostomatidae – monotypowa rodzina małych ryb karpiokształtnych (Cypriniformes), obejmująca dwa słodkowodne gatunki, klasyfikowane wcześniej w rodzinie przylgowatych (Balitoridae).

## Występowanie
Półwysep Indochiński i Borneo.

## Cechy charakterystyczne
Od pozostałych kozowców (Cobitoidea) odróżnia je kwadratowy i skośnie ułożony pysk, mały, wystający w dolnym położeniu otwór gębowy z parą wąsików, wielkie oczy i nozdrza oraz 35–38 zębów gardłowych.

## Klasyfikacja
Do rodziny Ellopostomatidae zaliczany jest rodzaj:
Ellopostoma